# SCOOP!
『SCOOP!』（スクープ）は、2016年10月1日公開の日本の映画。原作は1985年公開の原田眞人が監督・脚本を手掛けたテレビ映画『盗写 1/250秒』。監督は大根仁、主演は福山雅治、劇伴は川辺ヒロシ。PG12指定作品。
キャッチコピーは「ごめん。馬鹿で悪かったな。」

## あらすじ
カメラマンの都城静は、かつて数々の伝説的スクープをモノにしてきたが、今では芸能スキャンダル専門の中年パパラッチとして、借金や酒にまみれた自堕落な生活を送っていた。そんなある日、ひょんなことから写真週刊誌『SCOOP!』の新人記者・行川野火とコンビを組むことになり、日本中が注目する大事件に巻き込まれていく。

## キャスト
都城 静（みやこのじょう しずか）
演 - 福山雅治
カメラマン。かつては数々のスクープを手にしたスター的存在だったが、ある事件をきっかけに報道写真への情熱を失い、現在は芸能スキャンダル専門のパパラッチとして活動している。
行川 野火（なめかわ のび）
演 - 二階堂ふみ
写真週刊誌「SCOOP!」の新人記者。ひょんな事から静とバディを組む。
横川 定子（よこかわ さだこ）
演 - 吉田羊
写真週刊誌「SCOOP!」の副編集長（芸能&事件班）。
馬場（ばば）
演 - 滝藤賢一
写真週刊誌「SCOOP!」の副編集長（グラビア班）。
チャラ源（ちゃらげん）
演 - リリー・フランキー
情報屋。静とは旧知の仲。
花井（はない）
演 - 中村育二
写真週刊誌「SCOOP!」の編集長。
小田部 新造
演 - 斎藤工
若手代議士。
恋ちゃん
演 - 石川恋
モデル。
元気くん
演 - 澤口奨弥
トップアイドル。
グラビアアイドル
演 - 山地まり
多賀
演 - 塚本晋也
文芸誌編集長。
須山
演 - 鈴之助
プロ野球選手。
上原 桃
演 - 護あさな
女子アナウンサー。
ANRI
演 - 沖田杏梨
Barレディ。
べーちゃん
演 - 阿部亮平
用心棒。
るいるい
演 - 寿るい
アイドル。
石渡 龍
演 - 久保田悠来
個性派俳優。
不肖・宮嶋
演 - 宮嶋茂樹
あかり
演 - 星野あかり
コールガール。
連続殺人犯M
演 - 遊屋慎太郎
大久保
演 - 宇野祥平
澤部
演 - 今井隆文
田中
演 - 松居大悟
平原
演 - 平原テツ
その他
泉里香
友田彩也香
東凛
卯水咲流
松尾薫
犬童美乃梨
菜乃花
めぐり
真木今日子

## スタッフ
- 監督・脚本：大根仁
- 原作：原田眞人『盗写 1/250秒』
- 製作統括：平城隆司、畠中達郎
- 共同製作：市川南、長坂信人、中川雅也
- エグゼクティブプロデューサー：林雄一郎、原田知明
- プロデューサー：川北桃子、政岡保宏、市山竜次
- 音楽：川辺ヒロシ
- 主題歌：TOKYO No.1 SOUL SET feat.福山雅治 on guitar「無情の海に」[6]（ユニバーサルJ）
- 撮影：小林元
- 照明：堀直之
- 録音：渡辺真司
- 音響効果：北田雅也
- 美術：平井亘
- 助監督：二宮孝平
- 制作担当：田辺正樹
- 編集：大関泰幸
- 記録：井坂尚子
- キャスティング：新江佳子
- 装飾：小林宙央
- スタイリスト：伊賀大介
- VFX：菅原悦史
- タイトルバック/エンドロール  : 中島賢二
- 共同プロデューサー：山内章弘、高野渉、滑川親吾
- 音楽プロデューサー：北原京子
- 宣伝プロデューサー：鎌田亮介
- 配給：東宝
- 制作プロダクション：オフィスクレッシェンド
- 製作幹事：テレビ朝日・アミューズ
- 製作：映画「SCOOP!」製作委員会（テレビ朝日、アミューズ、東宝、オフィスクレッシェンド、ガンパウダー）

## 受賞歴
- 第40回日本アカデミー賞・優秀助演男優賞（リリー・フランキー）
- 第59回ブルーリボン賞・助演男優賞（リリー・フランキー）

## 関連商品
雑誌
『週刊SCOOP!』（2016年9月30日、扶桑社）
大根の監修のもと週刊『SPA!』編集部により製作された雑誌。